# Санта Мария дела Паче
Санта Мария дела Паче (на италиански: Santa Maria della Pace) е католическа църква в Рим, в близост но площад „Навона“.

## История
Църквата е построена през 1480 г. от папа Сикст IV и е посветена на Богородица на мира по повод сключването на мирния договор от Баньоло на 7 август 1484 г., с който се слага край на Ферарската война, известна и като Войната за солта (итал. Guerra del Sale, 1482—1484), в която Венецианската република воюва с Херцогство Ферара.
През 1500-1504 г. е построена и прилежащата сграда с красив клуатър, създадена от Донато Браманте за кардинал Оливиеро Карафа. Това е сред първите работи в Рим, проектирани от Браманте, след миланския му период.
През 1656-1667 г. папа Александър VII възлага реставрация на църквата на Пиетро да Кортона, по време на която фасадата е преустроена в бароков стил.

## Интериор
Първата капела вдясно от входа на църквата – капела „Киджи“ (на италиански: Capella Chigi) е украсена с фрески, изпълнени от Рафаело по поръчка на могъщия римски банкер Агостино Киджи, изобразяват четирите сибили в обкръжението на ангели.